# Plagiochila neorichardsii
Plagiochila neorichardsii là một loài rêu trong họ Plagiochilaceae. Loài này được Inoue mô tả khoa học đầu tiên năm 1977.